# 地方住宅供給公社の一覧
地方住宅供給公社の一覧（ちほうじゅうたくきょうきゅうこうしゃのいちらん）は、各都道府県にある住宅の積立分譲等をおこなう特殊法人の一覧。かつて存在していたものも含む。
公社の数は2024年11月時点で37公社。29都道府県及び8市（千葉市、川崎市、横浜市、名古屋市、京都市、大阪市、北九州市及び福岡市）。

## 現存する公社一覧
- 北海道住宅供給公社
- 宮城県住宅供給公社
- 山形県住宅供給公社
- 栃木県住宅供給公社 - 矢板市つつじが丘ニュータウン 等
- 群馬県住宅供給公社
- 埼玉県住宅供給公社
- 千葉県住宅供給公社
- 千葉市住宅供給公社
- 東京都住宅供給公社
- 神奈川県住宅供給公社
- 横浜市住宅供給公社
- 川崎市住宅供給公社 - 新ゆりグリーンタウンアカシア街区 等
- 新潟県住宅供給公社 - 早通駅分譲地および県営アパート 等
- 山梨県住宅供給公社 - 山梨県地域整備公社は山梨県土地開発公社、山梨県道路公社、山梨県住宅供給公社の3公社を統括する組織 等
- 長野県住宅供給公社 - 安茂里、犀北第二団地（安茂里犀北）、伊勢宮団地（伊勢宮一丁目）、長嶺ニュータウン、みどり湖駅周辺住宅地 等
- 岐阜県住宅供給公社 - 岐阜シティ・タワー43、権現山 (各務原市)、尾崎団地 等
- 静岡県住宅供給公社
- 愛知県住宅供給公社 - サンコート桃花台（桃花台ニュータウン内の特定優良賃貸住宅）、音羽町 等
- 名古屋市住宅供給公社 - 港区  新港栄団地、新泰明団地、白鳥貯木場 等
- 京都府住宅供給公社 - 大住ヶ丘団地 等
- 京都市住宅供給公社 - 向島ニュータウン、洛西ニュータウンラクセーヌ運営、京都市住宅供給公社　洛西事業部 - ウェイバックマシン（2003年5月7日アーカイブ分） 等
- 大阪府住宅供給公社 - 金剛ニュータウン、千里ニュータウン、新金岡団地（大阪府営、都市再生機構と）、水と緑の健康都市、コモンシティ星田（積水ハウスと。日本の住宅団地一覧#大阪府住宅供給公社住宅も参照） 等
- 大阪市住宅供給公社
- 兵庫県住宅供給公社
- 和歌山県住宅供給公社
- 鳥取県住宅供給公社
- 島根県住宅供給公社
- 広島県住宅供給公社
- 徳島県住宅供給公社
- 高知県住宅供給公社
- 福岡県住宅供給公社 - 萩原駅萩原団地 等
- 福岡市住宅供給公社
- 北九州市住宅供給公社
- 長崎県住宅供給公社

- 大分県住宅供給公社 - 明野団地　等
- 鹿児島県住宅供給公社 - ガーデンヒルズ松陽台分譲（上伊集院駅駅北側）、鹿児島県住宅供給公社ビルA棟・B棟（鹿児島市新屋敷町） 等
- 沖縄県住宅供給公社

## かつて存在した公社一覧
- 青森県住宅供給公社 - 2009年3月31日解散。
- 岩手県住宅供給公社 - 2009年3月31日解散。
- 秋田県住宅供給公社 - 2010年3月31日解散。
- 福島県住宅供給公社 - 2009年3月31日解散。
- 茨城県住宅供給公社 - 2010年9月28日自己破産申請。[2]
- 富山県住宅供給公社 - 2009年3月31日解散。
- 石川県住宅供給公社 - 白帆台ニュータウン、千代野ニュータウン 等。2013年3月31日解散。
- 福井県住宅供給公社 - 2011年3月31日解散。
- 三重県住宅供給公社 - 2011年12月31日解散。
- 滋賀県住宅供給公社 - 2013年3月31日解散。
- 堺市住宅供給公社 - 2020年3月31日解散。
- 神戸市住宅供給公社 - 2012年5月22日民事再生法の適用を申請[3]。2013年3月31日解散。
- 奈良県住宅供給公社 - 2014年3月31日解散。
- 岡山県住宅供給公社 - 2010年3月31日解散。
- 山口県住宅供給公社 - 愛宕山地区 等。2012年3月31日解散。
- 香川県住宅供給公社 - 2011年3月31日解散。
- 愛媛県住宅供給公社 - 2018年3月31日解散。
- 佐賀県住宅供給公社 - 2013年3月31日解散。
- 熊本県住宅供給公社 - ゆめタウン光の森 光の森開発 等。2017年3月31日解散。
- 宮崎県住宅供給公社 - 2020年3月31日解散。